# Georg Albrecht II. (Erbach-Fürstenau)
Graf Georg Albrecht II. postumus zu Erbach-Fürstenau (* 26. Februar 1648 in Fürstenau; † 23. Juli 1717 ebenda) war regierender Graf von Erbach.

## Herkunft
Seine Eltern waren Graf Georg Albrecht I. zu Erbach (* 16. Dezember 1597; † 25. November 1647) und dessen zweite Ehefrau, die Gräfin Elisabeth Dorothea von Hohenlohe-Schillingsfürst (* 27. August 1617; † 12. November 1655).

## Leben
Er wurde drei Monate nach dem Tod seiner Vaters geboren und erhielt daher den Namenszusatz postumus. Die Erziehung übernahm seine Mutter, die Gräfinwitwe Elisabeth Dorothea zu Erbach-Fürstenau, und sein älterer Halbbruder Georg Ernst zu Erbach-Fürstenau (1629–1669). Mit 12 Jahren kam er mit seinen Brüdern Georg (1646–1678) und Georg Ludwig (1643–1693) auf das herzogliche Kollegium nach Tübingen, wo er zwei Jahre verbrachte.
Im Jahr 1666 ging er in das Regiment seines Verwandten Josias von Waldeck und kämpfte bei der Belagerung von Candia. Er kehrte glücklich nach Erbach zurück und heiratete 1671. Das Land hatte sich noch nicht vom Dreißigjährigen Krieg erholt, als 1672 die französischen Expansionskriege begannen: der Holländische Krieg und der Pfälzische Erbfolgekrieg. Es gab Einquartierungen und Plünderungen, dazu musste das Land hohe Kontributionen zahlen. Zu den Opfern zählte auch das Heidelberger Schloss. Das Land erhielt nach dem Ende des Krieges im Jahr 1697 nur bis 1701 eine Ruhepause, dann begann der Spanische Erbfolgekrieg. Aber noch 1697 wird er Direktor des Fränkischen Grafenkollegiums.
Seine Familie brachte Georg Albrecht nach Waldenburg, der Heimat seiner Frau in Sicherheit. Er selbst ging in kaiserliche Dienste und kämpfte als Oberstleutnant 1683 bei der Entsatz von Wien, später diente er im fränkischen Kreisregiment. Zur Schuldentilgung musste er zum Schluss aber noch Teile seines Landes verkaufen.
Er litt an stark an Gicht und starb 1717.
Bei der Erbteilung lebten noch drei Brüder und begründeten verschiedene Linien:
- Philipp Karl (1677–1736), begründete die Linie Erbach-Fürstenau
- Georg Wilhelm (1686–1757), begründete die Linie Erbach-Erbach
- Georg August (1691–1758), begründete die Linie Erbach-Schönberg

### Erbe
Er war Besitzer der Ämter Schönberg und Seheim sowie der Hälfte des erbachschen Anteils der Herrschaft Breuberg. Er erbte 1678 von seinem Bruder Georg die Ämter Fürstenau und Reichenberg, dazu musste er aber seinen Anteil an Breuberg an seinen Bruder Georg Ludwig. Da das Land von den vielen fremden Truppen ausgezehrt war, musst er das Amt Seeheim-Tannenberg an Hessen-Darmstadt zur Schuldentilgung verkaufen.

## Familie
Georg Albrecht heiratete am 3. November 1671 in Waldenburg die Gräfin Anna Dorothea Christina von Hohenlohe-Waldenburg (* 22. Februar 1656; † 28. Oktober 1724). Das Paar hatte mehrere Kinder:
- Christine Elisabeth Sophie (* 6. November 1673; † 24. Februar 1734) ⚭ 1695 Graf Friedrich Kraft von Hohenlohe in Öhringen (* 22. Februar 1667; † 23. August 1709)
- Philipp Friedrich (1676–1676)
- Philipp Karl (* 14. September 1677; † 2. Juni 1736), Graf zu Erbach-Fürstenau ⚭ 1698 Gräfin Charlotte Amalie von Kunowitz (* 17. April 1677; † 8. Juni 1722)
- Dorothea Elisabeth (1679–1679)
- Karl Wilhelm (* 30. November 1680; † 27. September 1714) ⚭ 1708 Alma Marianna Ernestine von Salisch (* 31. Mai 1688; † 22. Februar 1709), Tochter von Ernst Wilhelm von Salisch
- Ernst Friedrich Albrecht (* 27. Dezember 1681; † 3. Dezember 1709), dänischer Oberst, starb an den Folgen seiner Verwundung bei Mons
- Friederike Albertine, (* 9. Oktober 1683; † 19. Januar 1709) ⚭ 1702 Graf Friedrich Eberhard von Hohenlohe-Langenburg in Kirchberg (* 24. November 1672; † 23. August 1737)
- Georg Wilhelm (* 19. Juli 1686; † 31. Mai 1757), Graf zu Erbach

⚭ 1723 Sophie Charlotte von Bothmer, verwitwete Gräfin Reuß von Ober-Greiz (* 21. November 1697; † 14. September 1748)
⚭ 1753 Leopoldine Sophie Wilhelmine (* 17. November 1731; † 28. Februar 1795), Wild- und Rheingräfin in Grumbach
- Georg Albrecht (1687–1706), Rittmeister
- Henriette Juliane Charlotte (* 23. April 1689; † 12. September 1718)
- Georg August (* 17. Juni 1691; † 29. März 1758), Graf zu Erbach-Schönberg ⚭ 1719 Gräfin Ferdinande Henriette zu Stolberg-Gedern (* 2. Oktober 1699; † 31. Januar 1750)
- Christian Karl (1694–1701)